# Kjell Kruse
Kjell Teodor Kruse, född 28 juni 1964 i Rämmens församling i Värmlands län, är en svensk bandyspelare, som under sin aktiva karriär spelade i Lesjöfors IF och Karlstadslaget IF Boltic. Säsongerna 1985/1986 och 1989/1990 vann han skytteligan för högsta serien i Sverige. Han är känd för sitt skott och spelförmåga med boll.
Kjell Kruse finns med i Guinness rekordbok som den yngste spelaren som varit med i en allsvensk match. Han var endast 14 år och 242 dagar gammal när han debuterade för Lesjöfors IF. Den 17 juni 2014 utsågs Kruse till klubbdirektör/VD Leksands IF Ishockey AB.
Kjell Kruse är son till bandyspelaren Ivar Kruse och far till ishockeymålvakten Emil Kruse.